# Будинок футболу
Будинок футболу — штаб-квартира Української асоціації футболу, розташована в Києві поряд з Національним спортивним комплексом «Олімпійський».
Будівництво розпочалося 15 квітня 2004 року за спонсорства програми УЄФА «Хеттрик» (англ. HatTrick). У церемонії відкриття Будинку футболу 30 листопада 2006 року взяли участь президент УЄФА Леннарт Юганссон, президент Федерації футболу України (з травня 2019 року — Українська асоціація футболу) Григорій Суркіс, другий Президент України Леонід Кучма, попередній президент Федерації футболу України та колишній Прем'єр-міністр України Валерій Пустовойтенко, перший Президент України Леонід Кравчук, а також Мішель Платіні, який на той час був головою комітету ФІФА з технічних питань і розвитку.
У п'ятиповерховій будівлі розмістили чотири конференц-зали, ресторан, телевізійну студію, міні-видавництво та музей історії футболу України.
Через дорогу розташований стадіон Баннікова. Поруч знаходяться навчально-тренувальний комплекс легкої атлетики «Атлет», Головний військовий клінічний госпіталь[відсутнє в джерелі], Київська фортеця, Київський завод «РАДАР»[відсутнє в джерелі], Київська міська клінічна лікарня № 17, Національний університет фізичного виховання та спорту[відсутнє в джерелі].

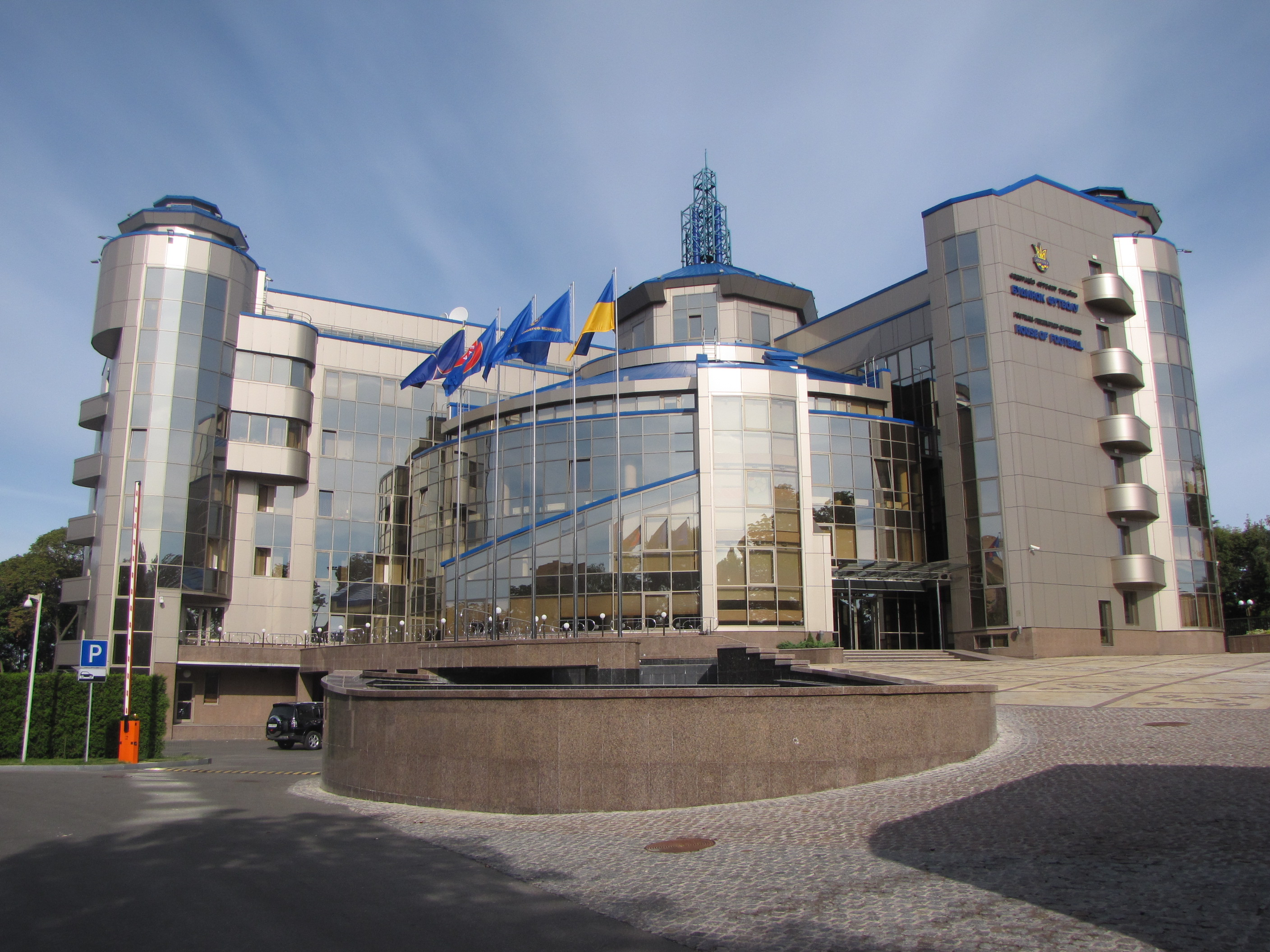
Будинок футболу - головний вхід
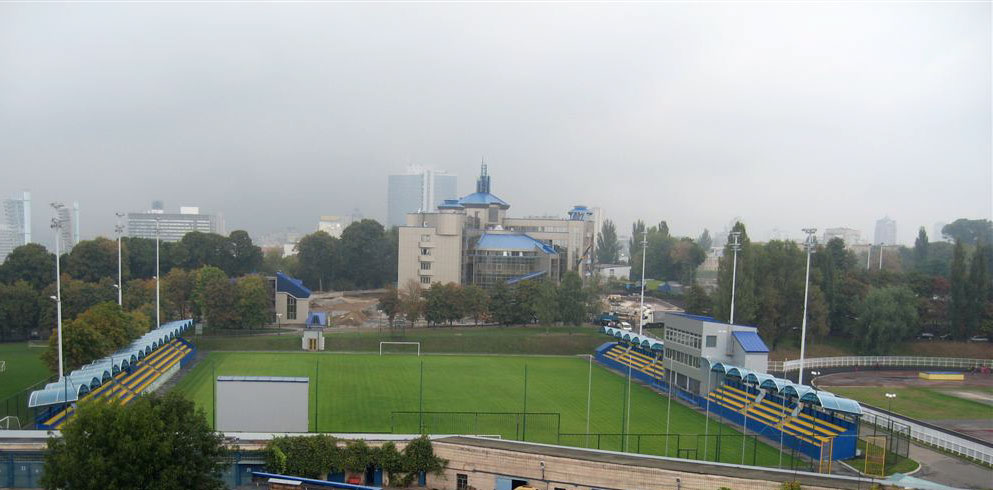
Будинок футболу за стадіоном Баннікова